# GLAAD Media Awards 1995
La 6ª edizione dei GLAAD Media Awards si è tenuta nel 1995.

## Riconoscimenti Speciali
- Vanguard Award: Steve Tisch
- Stephen F. Kolzak Award: Pedro Zamora
- Donahue/Thomas Award: Entertainment Weekly

## Premi

### Miglior film
- Go Fish
- Priscilla, la regina del deserto

### Miglior documentario
- Coming Out Under Fire

### Miglior serie documentario
- The Real World

### Miglior serie commedia
- Friends
- Pappa e ciccia

### Miglior serie drammatica
- My So-Called Life

### Miglior episodio serie TV commedia
- "The Matchmaker", Frasier

### Miglior programma per ragazzi
- Lifestories: Families in Crisis

### Miglior miniserie televisiva
- Tales of the City